# 雷志栋
雷志栋（1938年1月4日—2015年1月26日），湖南澧县人，中国农田水利工程专家。1960年本科毕业于清华大学水利系水资源专业，1965年研究生毕业于清华大学河川枢纽与水工建筑专业。2007年当选为中国工程院院士。